# 瀬戸隆一
瀬戸 隆一（せと たかかず、1965年8月2日 - ）は、日本の政治家。自由民主党所属の衆議院議員（4期）、内閣府副大臣。
財務大臣政務官、党広報本部広報戦略局次長、情報通信戦略調査会事務局次長、情報・通信関係団体委員会副委員長、国土・建設関係団体委員会副委員長、国会対策委員、政務調査会IT戦略特命委員会幹事を歴任。党香川県連常任顧問。

## 経歴
1965年（昭和40年）香川県坂出市生まれ。坂出市立西部小学校（2010年統合により坂出市立坂出小学校）、坂出市立坂出中学校卒業。1984年（昭和59年）、香川県立丸亀高等学校卒業。1989年（平成元年）　大阪府立大学工学部経営工学科卒業。1991年（平成3年）3月、東京工業大学大学院理工学研究科修了。
国家公務員採用Ⅰ種試験（経済）に合格し、1991年（平成3年）4月、郵政省に入省。1995年（平成7年）、郵政省大臣官房国際部国際機関課ITU係長。1997年（平成9年）、山鹿郵便局局長。1999年（平成11年）、総務庁規制緩和委員会事務担当（通信・放送担当）。2000年（平成12年）、郵政省貯金局資金運用課課長補佐。2003年（平成15年）、日本郵政公社郵便貯金事業本部統合リスク管理部グループリーダー。2004年（平成16年）1月、総務省郵政行政局貯金企画課課長補佐。同年9月、総務省大臣官房総務課課長補佐。2006年（平成18年）、岩手県警察本部警務部長。2008年（平成20年）、総務省総合通信基盤局電波部移動通信課推進官。2010年（平成22年）7月、総務省大臣官房秘書課調査官。同年9月、内閣官房副長官補付（政策コンテスト担当）企画調査官（併任）。2011年（平成23年）3月、内閣府被災者生活支援チーム企画官（併任）。同年7月、総務省大臣官房秘書課調査官。同年10月、総務省より出向し、インテル株式会社イノベーション事業本部事業開発部長。
2012年（平成24年）8月　次期衆議院選挙立候補のため、総務省に戻り、退職。香川2区に自由民主党から出馬することが内定し、同選挙区支部長就任。12月　第46回衆議院議員総選挙の香川2区に自由民主党から出馬。民主党の玉木雄一郎に7,123票差で敗れたが、比例四国ブロックで復活し初当選。
2013年（平成25年）8月　自民党の派閥である為公会（麻生派）に入会。
2014年（平成26年）12月　第47回衆議院議員総選挙の香川2区に自由民主党から出馬。民主党の玉木に再び敗れるも、比例四国ブロックで復活し2選。
2017年（平成29年）10月　第48回衆議院議員総選挙の香川2区に自由民主党から出馬。希望の党の玉木に3度敗れ、比例四国ブロックで復活ならず、落選。
2021年（令和3年）10月　第49回衆議院議員総選挙の香川2区に自由民主党から出馬するも、国民民主党代表の玉木に敗れ、比例四国ブロックで重複立候補していた議員で唯一復活ならず、連続で落選した。
2023年（令和5年）1月17日、後藤田正純衆議院議員の徳島県知事選挙立候補準備に伴う辞職により、中央選挙管理委員会の繰上補充の選挙会において比例四国ブロックでの繰り上げ当選が決定し、6年ぶりの国政復帰となる。9月、第2次岸田第2次改造内閣で財務大臣政務官に就任。
2024年（令和6年）9月12日、自民党総裁選挙が告示され、瀬戸が所属する麻生派からは河野太郎が立候補した。投票日前日の9月26日夜、麻生派幹部6人は都内のホテルに集まり、決選投票に高市早苗が残った場合は高市を支持する方針を決定した。会長の麻生太郎はさらに踏み込み、河野などの陣営に入っていた派閥メンバーに対し、側近議員を通じて「1回目の投票から高市に入れろ」と指示を飛ばした。同日22時半頃、産経新聞は、麻生が1回目の投票から高市を支援するよう自派閥の議員に指示を出したことをスクープした。9月27日総裁選執行。高市は1回目の議員投票で、報道各社の事前調査での30～40票を大きく上回る72票を獲得した。党員数と合わせた得票数は1位だったが、決選投票で石破茂に敗れた。瀬戸は1回目の投票では河野に投じ、決選投票では高市に投じた。
2024年（令和6年）10月27日、第50回衆議院議員総選挙の香川2区に自由民主党から出馬したが、5度目の対決でも玉木に敗れ、得票率28.81%、惜敗率43.39%と低率であったものの、比例四国ブロックで復活当選した。
同年11月13日、第2次石破内閣で内閣府副大臣に就任。金融庁、経済再生、環太平洋経済連携協定（TPP）、新しい資本主義、スタートアップ、感染症危機管理、経済財政諮問会議、政府税制調査会（政府税調）などを担当した。

## 政策・主張

### 憲法問題
- 憲法改正について、2017年、2021年のアンケートで「賛成」と回答[17][18]。
- 改正すべき項目として「自衛隊の保持を明記する」「環境権に関する条項を新設する」「各都道府県から必ず1人は参議院議員を選出するよう明記する」「憲法裁判所を設置する」「緊急事態に関する条項を新設する」と主張[19]。
- 集団的自衛権の行使に賛成[20]。

### ジェンダー問題
- 選択的夫婦別姓制度の導入について、2014年、2017年のアンケートでは「どちらかといえば反対」と回答[21][17]。2021年のアンケートでは「反対」と回答[18]。
- 同性婚を可能とする法改正について、2021年のアンケートで「どちらかといえば反対」と回答[22]。
- 「LGBTなど性的少数者をめぐる理解増進法案を早期に成立させるべきか」との問題提起に対し、「どちらかといえば反対」と回答[18]。
- クオータ制の導入について、2021年のアンケートでは回答しなかった[22]。

### その他
- アベノミクスを評価する[20]。
- 原発は日本に必要だ[20]。
- 特定秘密保護法は日本に必要だ[20]。
- 村山談話を見直すべきでない[20]。
- 河野談話を見直すべきだ[20]。
- ヘイトスピーチを法律で規制することに賛成[20]。

## 所属団体・議員連盟
- 自民党たばこ議員連盟[23]
- 日本会議国会議員懇談会[24]
- 神道政治連盟国会議員懇談会[24]
- みんなで靖国神社に参拝する国会議員の会[24]
- 郵便局の新たな利活用を推進する議員連盟事務局[2]
- 慢性の痛み対策議員連盟事務局[2]
- 教育における情報通信(ICT)の利活用促進をめざす議員連盟[2]
- CIQ体制の抜本的強化を図る議員の会事務局[2]
- 空手道推進議員連盟[2]
- 瀬戸内海再生議員連盟[2]

## 選挙歴
| 当落 | 選挙                   | 執行日         | 年齢 | 選挙区      | 政党       | 得票数    | 得票率 | 定数 | 得票順位 /候補者数 | 政党内比例順位 /政党当選者数 |
| ---- | ---------------------- | -------------- | ---- | ----------- | ---------- | --------- | ------ | ---- | ------------------ | ---------------------------- |
| 比当 | 第46回衆議院議員総選挙 | 2012年12月16日 | 47   | 香川県第2区 | 自由民主党 | 7万2030票 | 45.53% | 1    | 2/3                | 1/2                          |
| 比当 | 第47回衆議院議員総選挙 | 2014年12月14日 | 49   | 香川県第2区 | 自由民主党 | 5万7318票 | 40.60% | 1    | 2/3                | 3/3                          |
| 落   | 第48回衆議院議員総選挙 | 2017年10月22日 | 52   | 香川県第2区 | 自由民主党 | 5万9949票 | 40.40% | 1    | 2/3                | 5/3                          |
| 繰当 | 第49回衆議院議員総選挙 | 2021年10月31日 | 56   | 香川県第2区 | 自由民主党 | 5万4334票 | 36.50% | 1    | 2/2                | 4/3                          |
| 比当 | 第50回衆議院議員総選挙 | 2024年10月27日 | 59   | 香川県第2区 | 自由民主党 | 3万9006票 | 28.81% | 1    | 2/3                | 3/3                          |